# Solange Térac
Solange Hélène Tissot dite Solange Bussi ou Solange Térac, née le 13 février 1907 à Paris (16e) et morte le 14 septembre 1993 à Paris (16e), est une réalisatrice et scénariste française.

## Auteur
- 1950 : L'Honorable Catherine de Solange Térac, mise en scène Paule Rolle, Théâtre du Gymnase

## Filmographie

### Assistante de réalisation
sous le nom de Solange Bussi
- 1929 : Figaro de Gaston Ravel
- 1929 : Le Collier de la reine, de Tony Lekain et Gaston Ravel
- 1931 : L'Opéra de quat'sous de Georg Wilhelm Pabst (tourné dans deux versions différentes : français et allemand)

### Réalisatrice
sous le nom de Solange Bussi
- 1932 : La Vagabonde
- 1932 : Mon amant l'assassin

sous le nom de Solange Térac
- 1953 : Kœnigsmark

### Scénariste
sous le nom de Solange Térac
- 1941 : Le pavillon brûle de Jacques de Baroncelli
- 1943 : L'Honorable Catherine de Marcel L'Herbier
- 1943 : Lucrèce de Léo Joannon
- 1946 : Tant que je vivrai de Jacques de Baroncelli
- 1946 : Le Mystérieux Monsieur Sylvain de Jean Stelli
- 1946 : Il suffit d'une fois d'Andrée Feix
- 1947 : La Cabane aux souvenirs de Jean Stelli
- 1948 : Les Condamnés de Georges Lacombe
- 1949 : Fantômas contre Fantômas de Robert Vernay
- 1949 : La Femme nue d'André Berthomieu
- 1949 : Ève et le Serpent de Charles-Félix Tavano
- 1950 : Rome-Express de Christian Stengel
- 1950 : Plus de vacances pour le Bon Dieu de Robert Vernay
- 1951 : Ombre et Lumière d'Henri Calef
- 1952 : Wanda la pécheresse (Wanda, la peccatrice) de Duilio Coletti
- 1954 : Leguignon guérisseur de Maurice Labro
- 1954 : Le Collège en folie d'Henri Lepage
- 1955 : La Rue des bouches peintes de Robert Vernay
- 1955 : Une fille épatante de Raoul André
- 1956 : Les carottes sont cuites de Robert Vernay
- 1956 : Ces sacrées vacances de Robert Vernay
- 1956 : Les Lumières du soir de Robert Vernay
- 1957 : L'Auberge en folie de Pierre Chevalier
- 1957 : La Rivière des trois jonques d'André Pergament
- 1957 : Le Coin tranquille de Robert Vernay
- 1957 : Fumée blonde de Robert Vernay et André Montoisy
- 1958 : Madame et son auto  de Robert Vernay
- 1959 : Drôles de phénomènes de Robert Vernay
- 1960 : Tête folle de Robert Vernay
- 1961 : Deuxième Bureau contre terroristes de Jean Stelli
- 1965 : Passeport diplomatique agent K 8 de Robert Vernay
- 1965 : Bob Morane, série télévisée de Robert Vernay (6 épisodes scénarisés par Térac)